# Conus fragilissimus
Conus fragilissimus é uma espécie de gastrópode do gênero Conus, pertencente à família Conidae.